# Гимпель, Артур Эдуардович
Артур Эдуардович Гимпель (род. 24 июля 1971, Москва) — российский кинооператор.

## Биография
Родился 24 июля 1971 года в семье Эдуарда Гимпеля, российского и советского кинооператора и специалиста в области лаборатории и постпродакшена.
В 1997 году окончил ВГИК (мастерская Леонида Калашникова и Павла Лебешева).
Член Гильдии кинооператоров России (R.G.C.) с 2007 года.

## Фильмография
- Джокеръ (2002)
- Театральный роман (ТВ, 2003)
- Рагин (2004)
- Полный вперед! (сериал, 2004)
- У. Е. (мини-сериал, 2006)
- Внук космонавта (2007)
- Искушение (2007)
- Юленька (2008)
- Любовь-морковь 3 (2010)
- Моя безумная семья (2011)
- Разговор (2012)
- Невидимки (2013)
- Параллельные миры (2013)
- Прощай, любимая… (сериал, 2014)
- Мой любимый папа (сериал, 2014)
- Срочно выйду замуж (2015)
- Ученица Мессинга (сериал, 2017)
- Вечная жизнь Александра Христофорова (2018)
- Формула мести (2019)
- Никто не узнает (2022)
- Каждый мечтает о собаке (2024)

## Награды и номинации
2003 — «Театральный роман» — номинация «ТЭФИ» — «Лучшая работа оператора»